# Coyuco-Cochico
Coyuco-Cochico es una localidad del norte de la provincia del Neuquén, República Argentina, la misma tiene reconocimiento gubernamental como Comisión de Fomento. La denominación de esta organización comprende dos lugares distintos. Coyuco y Cochico son parajes independientes  con una distancia aproximada de 60km uno del otro. 

## Población
Para los censos de 2001 y 1991 no fue posible conocer su población por considerarla población rural dispersa.
Contó con 319 habitantes (Indec, 2010). La población se compuso de 187 varones y 132 mujeres, lo que arrojó un índice de masculinidad del 141.67%. En tanto, las viviendas pasaron a ser 145.
Según el censo 2022 se conoció una población dentro de la comisión de fomento de 214 habitantes y 99 viviendas. Además, el censo dio a conocer datos de su composición poblacional (79 hombres 53 mujeres), población urbana sin población rural dispersa o localidades dispersas en el municipio (132) densidad y área urbana.
| Gráfica de evolución demográfica de Coyuco-Cochico entre 1991 y 2022 |
|                                                                      |
| Fuente: Censos nacionales del INDEC                                  |

## Comentarios
Se accede a los parajes mediante la ruta provincial Nº53, existe una escuela provincial en Coyuco, la N.º 210 y otra en Cochico, la escuela albergue Nº310, las mismas funcionan en el ciclo escolar de septiembre a mayo. Los pobladores del lugar son crianceros en su mayoría, dedicándose a la cría de ganado menor, ovinos y caprinos. Las localidades más cercanas son Barrancas 60 km, Buta Ranquil 95 km y Chos Malal 200 km.